# Eupithecia fumata
Eupithecia fumata är en fjärilsart som beskrevs av Fletcher 1951. Eupithecia fumata ingår i släktet Eupithecia och familjen mätare. Inga underarter finns listade i Catalogue of Life.